# 巴西光鰓魚
巴西光鰓魚（學名：Chromis jubauna），又稱巴西光鰓雀鯛，是輻鰭魚綱鱸形目雀鯛科光鰓魚屬的其中一種，分布於西南大西洋巴西海域，深度10至70公尺，本魚體呈卵圓形且側扁，身體黑色，腹面較淺，尾柄、尾鰭以及背鰭軟條3/4黃色，臀鰭和腹鰭黑色，胸鰭透明或淡黃色，腋部有黑點，背鰭硬棘13枚、背鰭軟條11-12枚、臀鰭硬棘2枚、臀鰭軟條9-11枚，體長可達7.7公分，棲息在礁石區，成群活動，以浮游生物為食，繁殖期時成對出現，雄魚會守護卵直到孵化，生活習性不明。